# Аватар 4
„Аватар 4“ (на английски: Avatar 4) е предстоящ епичен научнофантастичен филм от 2029 г. на режисьора Джеймс Камерън, който ще е продължение на предстоящия „Аватар 3“ (2024), и четвъртата част от поредицата „Аватар“. Във филма ще участват Сам Уъртингтън и Зоуи Салдана, заедно с оригиналния състав, които повтарят ролите си. Сценарият е написан от Джеймс Камерън и Шейн Салерно. Филмът ще е пуснат на 18 декември 2026 г. от „Туентиът Сенчъри Студиос“ и ще е последван с продължение – „Аватар 5“.

## Актьорски състав
- Сам Уъртингтън – Джейк Съли
- Зоуи Салдана – Нейтири
- Стивън Ланг – Полковник Майлс Куорич[2]
- Сигърни Уийвър
- Мат Джералд – редник Лайл Уенфлийт[3]
- Дилип Рао – доктор макс Пател[4]
- Дейвид Тюлис[5]

## Продукция
На 31 юли 2017 г. е обявено, че базираното в Нова Зеландия студио за визуални ефекти „Уета Диджитал“ е обявил работата по продълженията на „Аватар“.

### Кастинг
През 2017 г. Мат Джералд официално се подписа, за да изиграе отново ролята си на редник Лайл Уенфлийт в предстоящите продължения. През август 2017 г. по време на интервю с „Емпайър“, Камерън разкри, че Стивън Ланг няма да се завърне в четирите продължения, но ще бъде главният злодей в четирите филма. На 25 януари 2018 г. Дилип Рао потвърди, че ще се завърне като д-р Макс Пател.

### Снимачен процес
Снимачния процес на четирите продължения трябваше да започнат самостоятелно на 25 септември 2017 г. в Манхатън Бийч, Калифорния, но Камерън каза, че снимките за четвъртия и петия филм на поредицата ще започнат след като пост-продукцията приключва на първите две продължения. Въпреки това, продуцентът Джон Ландау съобщи през февруари 2019 г., че някои от сцените с моушън кепчърите са заснети за „Аватар 4“, по същото време като двата си предшественика. По-късно, Ландау обяви, че третият филм за „Аватар 4“ почти е заснет.
През септември 2022 г. в D23 Expo, Камерън обяви, че снимките официално започнаха за „Аватар 4“.

## Музика
През август 2021 г. Ландау обяви, че Саймън Франглен ще композира музиката за продълженията на „Аватар“.

## Премиера
„Аватар 4“ е насрочен да бъде пуснат на 21 декември 2029 г. от „Туентиът Сенчъри Студиос“, две години след премиерата на „Аватар 3“ през декември 2025 г.